# Love (filme de 2005)
Love é um filme de drama e suspense produzido nos Estados Unidos, dirigido por Vladan Nikolic e lançado em 2005.